# (38464) 1999 TZ24
1999 TZ24 (asteroide 38464) é um asteroide da cintura principal. Possui uma excentricidade de 0.09319370 e uma inclinação de 0.95460º.
Este asteroide foi descoberto no dia 2 de outubro de 1999 por LINEAR em Socorro.